# Södertälje kommunvapen

Södertälje kommunvapen

Södertälje kommunvapen utarbetades för den dåvarande Södertälje stad på 1930-talet. Därvid togs en tradition om Sankta Ragnhild upp, på grund av hennes förmodade anknytning till Södertälje. S:ta Ragnhild var gift med kung Inge den yngre. Hon skall enligt traditionen ha företagit pilgrimsresor och sedan begravts i Tälje, den ort som numera heter Södertälje. S:ta Ragnhild hade förekommit på ett 1600-talssigill för staden, men då försedd med vissa attribut som inte hörde dit; hennes vanliga helgonattribut är kors och pilgrimsstav, medan hon har fått kronan på huvudet för att hon var gift med kung Inge. Vapnet kunde fastställas av Kungl. Maj:t (regeringen) den 25 januari 1935. 
Vid kommunbildningen 1971 hade ingen i sig själv vapenförande del tillförts den nya kommunen (även om Taxinge församling närmast före sammanläggningen en tid hade tillhört Mariefreds stad, som hade sitt eget vapen), varför vapnet, med en något förenklad exempelbild men med oförändrad blasonering, kunde registreras hos Patent- och registreringsverket år 1983.

## Blasonering
Blasonering: I blått fält en bild av Sancta Ragnhild med klädnad av silver, krona, gloria och stav av guld samt ett rött grekiskt kors på bröstet.